# Albin Carlson
Albin Carlson, född 15 mars 1994, är en svensk professionell ishockeyspelare som spelar för Timrå IK i SHL. Hans moderklubb är Finspångs AIK. 